# Kulturagenten für kreative Schulen
Kulturagenten für kreative Schulen war ein Programm der gemeinnützigen MUTIK GmbH (ehemals Forum K&B), gefördert von der Stiftung Mercator und der Kulturstiftung des Bundes. Das Programm startete mit einer Modellphase von 2011 bis 2015 und ging dann in eine Transferphase bis 2019 über, in der die fünf beteiligten Länder Baden-Württemberg, Berlin, Hamburg, Nordrhein-Westfalen und Thüringen es als jeweilige Landesprogramme umsetzten. Mehr als 100.000 Kinder und Jugendliche haben in acht Jahren an rund 250 Schulen im Rahmen des Kulturagentenprogramms eigene künstlerische Erfahrungen gemacht. Nach Ende der Bundesförderung 2019 führen vier der fünf Bundesländer das Programm in eigenständiger Form weiter.

## Zielsetzung und Entwicklung
Ziel des Programms war es, bei Kindern und Jugendlichen Neugier für künstlerische Aktivitäten zu wecken und mehr Kenntnisse über Kunst und Kultur zu vermitteln. Dafür wurden in den Schulen ein umfassendes und fächerübergreifendes Angebot der kulturellen Bildung entwickelt und Kooperationen zwischen Schulen und Kulturinstitutionen aufgebaut.  Mehr als 100.000 Kinder und Jugendliche haben von 2011 bis 2019 an rund 250 Schulen im Rahmen des Kulturagentenprogramms eigene künstlerische Erfahrungen gemacht. Über 120 Preise erhielten Kulturagenten-Projekte und -Schulen alleine zwischen 2016 und 2019, der sogenannten Transferphase des Kulturagentenprogramms.

## Kulturagenten
Die Aufgabe von Kulturagenten ist es, mit den Lehrerinnen und Lehrern, Schülerinnen und Schülern, der Schulleitung, Eltern, Künstlerinnen und Künstlern und Kulturinstitutionen künstlerische Schulprojekte zu entwickeln. Dafür werden Kooperationen zwischen Schulen und Kulturinstitutionen wie Museen, Konzerthäuser, Bibliotheken, Theater und Kulturzentren aufgebaut. Zur Umsetzung der künstlerischen Projekte können die beteiligten Schulen so genanntes „Kunstgeld“ beantragen.
Kulturagenten sind Personen mit künstlerischem Hintergrund und verfügen über Erfahrungen in der Vermittlung kultureller Bildung an Schulen. Sie unterstützen die Schulen bei der Entwicklung der künstlerischen Projekte, beim Auf- und Ausbau von Kooperationen untereinander und mit Kulturinstitutionen. Ausgehend von den Stärken und Zielen der Schulen moderieren und beraten die Kulturagenten den Entwicklungsprozess an den Schulen.

## Fortbildung
Die Kulturagenten wurden in der Modellphase sowohl in regionalen als auch in überregionalen Fortbildungen weitergebildet. Durch diese Akademie wurde der Austausch der Kulturagenten gefördert und ein bundesweites Netzwerk aufgebaut. Referenten der Akademie waren u. a. Gob Squad, Constanza Macras, Seraphina Lenz, Fiona Whelan sowie Antje Schiffers.

## Publikationen
Im Verlauf des Modellprogramms sind zahlreiche Konzepte, Projekte, Formate und Strukturen entwickelt und umgesetzt worden, wie kulturelle Bildung in Schule und Kulturinstitutionen verankert werden kann. Die Publikation Mission Kulturagenten dokumentiert und reflektiert die damit verbundenen Prozesse und Diskurse sowohl online als auch in einer Printversion. Damit wird Erfahrungswissen aus dem Programm in Form von übertragbaren Projekt- und Qualifizierungsmodellen für Akteure aus dem Feld der kulturellen Bildung wie Schulen, Kultureinrichtungen, Kunstschaffende, Universitäten und der Politik zur Verfügung gestellt.
- Modul 1: Profil Kulturagent – Erfahrungen und Einblicke
- Modul 2: Mission Veränderung – Kultur und Bildung im Dialog
- Modul 3: Reflexion – Zwischen Theorie und Praxis
- Modul 4: Auftrag Vision – Kulturfahrpläne von kreativen Schulen

## Länderfortführungen ab 2019
Nach Ende der Bundesförderung entwickelten vier der ursprünglich fünf Bundesländer eigenständige Programme zur Fortführung der Kulturagenten-Arbeit:
- Hamburg verstetigt das Programm mit derzeit elf hauptamtlichen Kulturagenten, die an bis zu 32 Schulen tätig sind. Der Träger des Programms ist der selbstorganisierte Verein "Kulturagentinnen Hamburg e.V."[1]
- Berlin führt das Programm mit zwölf Kulturagenten fort, die jeweils in einem der zwölf Berliner Bezirke tätig sind. Die Deutsche Kinder- und Jugendstiftung übernahm die Trägerschaft des Programms.[2]
- Nordrhein-Westfalen setzt das Programm mit elf Kulturagenten fort, die rund 30 Schulen in regionalen Netzwerken betreuen. Die Trägerschaft liegt bei der Arbeitsstelle Kulturelle Bildung NRW.[3]
- Thüringen führt das Programm mit fünf Kulturagentinnen weiter, die als Ansprechpartnerinnen für Schulen in Nord-, Süd-, West-, Ost- und Mittelthüringen zuständig sind. Träger ist die Landesvereinigung Kulturelle Jugendbildung Thüringen.[4]
- Baden-Württemberg entschied sich als einziges der ursprünglich beteiligten Bundesländer gegen eine Weiterführung des Programms.[5]

Die fortführenden Länder haben die im Modellprogramm entwickelten Strukturen und Arbeitsweisen sehr landesspezifisch an die Gegebenheiten der jeweiligen Bildungssysteme angepasst. Die Tätigkeitsprofile der Kulturagentinnen und Kulturagenten in den verschiedenen Bundesländern können dabei stark voneinander abweichen.

## Bundesverband
Mit Ende der Bundesförderung gründete sich 2019 der "Bundesverband Kulturagent*innen für kreative Schulen e.V." (BVKA), unterstützt von der Stiftung Mercator. Der Verband setzt sich für die Profilierung des Berufsbildes ein, vertritt die Interessen der bundesweit tätigen Kulturagentinnen und Kulturagenten und fördert den Austausch zwischen den verschiedenen Landesprogrammen. Darüber hinaus versteht sich der Verband als Interessenvertretung für alle "Schnittstellenmanager" in der kulturellen Bildung und angrenzenden Bereichen wie Stadtentwicklung oder politischer Bildung, die als "Agenten des Wandels" zwischen verschiedenen Handlungsfeldern vermitteln.

## Internationale Entwicklung
Das Konzept der Kulturagenten hat auch international Anklang gefunden. Seit 2018 arbeiten in der Schweiz neun Kulturagentinnen und Kulturagenten in sieben Kantonen mit Schulen an der Entwicklung künstlerisch-kultureller Profile. Das Programm "Kulturagent*innen Schweiz für kreative Schulen" wurde von der Stiftung Mercator Schweiz initiiert und wird unter Beteiligung der teilnehmenden Kantone finanziert. Die operative Umsetzung liegt beim Verein Kulturvermittlung Schweiz.

## Pressestimmen
- dpa: Kulturagenten-Programm wird fortgesetzt. In: Die Zeit. 27. August 2024, abgerufen am 24. November 2024.
- Yara Hackstein, Ivana Scharf: Kulturagenten für kreative Schulen: Vom Modellprogramm in die Verstetigung. In: kubi-online.de. 2020, abgerufen am 24. November 2024.
- MUTIK gGmbH: Ein einzigartiger Beruf bringt Kreativität in Schulen: Kulturagent*innen gründen Bundesverband. In: Tagesspiegel. 26. September 2019, archiviert vom Original.
- Malte Buhse: Kleine Gangster. Kulturelle Bildung kommt an vielen Schulen zu kurz. Stiftungen fördern daher Kulturagenten. In: Die Zeit. 13. Februar 2014, abgerufen am 24. November 2024.
- Das tanzende Klassenzimmer. In: taz. Abgerufen am 24. November 2024.
- Kreative Kulturförderung. In: Deutsche Welle. Abgerufen am 24. November 2024.
- Michael Wimmer: Kulturagenten. In: educult.at. Abgerufen am 24. November 2024.

## Filme
- Youtube: „Ein Beruf bringt Schule und Kultur zusammen: Acht Jahre Kulturagent*innen“
- Labkultur tv: http://www.labkultur.tv/video/kulturagenten-dortmund-keine-schule-aber-projekte-fuer-die-schule
- Denkblasen: http://www.kulturagenten-programm.de/home/filme/